# Sam Harris (rugby à XV)
Pour les articles homonymes, voir Sam Harris et Harris.

a Compétitions nationales et continentales officielles uniquement.

b Matchs officiels uniquement.
Dernière mise à jour le 27 décembre 2024.
Sam Harris, né le 3 septembre 2003, est un joueur anglais de rugby à XV jouant au poste d'arrière à Bath Rugby.

## Biographie

### Jeunesse et formation
Sam Harris rejoint le centre de formation de Bath Rugby à l'été 2022, après avoir joué pour l'équipe des moins de 18 ans du club.
Au niveau international, il représente l'Angleterre en moins de 18 ans et moins de 19 ans.
Par la suite, il est sélectionné pour la première fois de sa carrière avec l'équipe d'Angleterre des moins de 20 ans pour les Six Nations Summer Series de 2022.

### Carrière  professionnelle
Sam Harris fait ses débuts professionnels avec Bath Rugby lors de la saison 2022-2023, en étant titularisé lors d'un match de Coupe d'Angleterre contre Gloucester Rugby. Quelques semaines plus tard, il marque son premier essai dans une défaite 25 à 22 contre les Exeter Chiefs. En début d'année 2023, il est convoqué pour le Tournoi des Six Nations des moins de 20 ans, où il joue trois matchs,. À la fin de cette saison, il est nommé Révélation de l'année de Bath Rugby. Ensuite, il participe au Championnat du monde junior 2023, qui voit son pays être éliminé en demi-finale par la France sur le score de 52 à 31.
Au début de la saison 2023-2024, Harris continue de jouer en Coupe d'Angleterre, puis obtient sa première titularisation en Championnat d'Angleterre contre les Leicester Tigers le 31 décembre 2023, où il marque une transformation. Au mois de février 2024, après avoir réalisé douze apparitions pour Bath Rugby, il prolonge son contrat de deux ans et demi avec son club formateur. Ce même mois, il est sélectionné avec l'équipe d'Angleterre A (équipe d'Angleterre réserve) pour participer à un match amical face au Portugal. Il ne joue cependant pas ce match remporté très largement par les Anglais sur le score de 91 à 5,. En fin de saison, son équipe perd la finale de Premiership sur le score de 25 à 21 contre les Northampton Saints. Harris ne prend pas part à cette finale.

## Palmarès
- Bath Rugby
  - Finaliste du Championnat d'Angleterre en 2024.
  - Vainqueur du Championnat d'Angleterre en 2025.